# Монастырь Гргетег
Монастырь Гргетег (серб. Манастир Гргетег) — женский (ранее мужской) монастырь Сремской епархии Сербской православной церкви с церковью в честь перенесения мощей святителя Николая. Находится на южном склоне Фрушской Горы близ села Гргетег.

## История
По преданию, основан около 1471 года деспотом Вуком Бранковичем в память отца Григория (Гргура).
В турецких источниках упоминается с 1619 года.
Во второй половине XVII века был разорен и пришёл в запустение.
В 1691 году император Священной Римской империи Леопольд I определил монастырь резиденцией епископа Енопольского и Арадского Исаии (Джаковича), который, став митрополитом Крушедольским, в 1707 году объявил монастырь митрополичьей собственностью и подарил монастырю драгоценности, оставшиеся после смерти Патриарха Печского Арсения III (Черноевича).
В 1739 году, спасаясь от турок, в обитель перешли монахи из Монастыря Сланцы под Белградом.
В 1740—1760-х годах при митрополите Карловацком Павле (Ненадовиче), была возведена высокая колокольня, монастырскую церковь с 4-х сторон окружили братские корпуса. В этот период в монастыре была собрана богатая библиотека: согласно данным посещения Фрушкогорских монастырей митрополитом Павлом в 1753 году, здесь хранилось 65 книг, из них 8 — древних сербских.
В 1771 году при митрополите Карловацком Иоанне (Георгиевиче) вместо старой была возведена новая церковь.
В 1898 году при игумене Иларионе (Рувараце) была освящена часовня в честь Рождества Пресвятой Богородицы.
В 1899—1901 годах весь монастырский комплекс был отреставрирован по проекту Германа Болеа.
В 1920-х годах здесь проживали и представители русского духовенства, которые были вынуждены покинуть Россию. В этот период функционировала типография.
Монастырь очень пострадал от военных действий во время Второй мировой войны. От взрыва 22 сентября 1943 года колокольня и братский корпус были разрушены полностью. Церковь была разграблена и частично разрушена. Иконостас сохранился, но все иконы были повреждены осколками и осквернены. Драгоценности ризницы были вывезены, некоторая их часть по окончании войны была передана в Музей Сербской православной церкви. Отдельные рукописи, происходящие из монастыря, находятся в собрании Музея Сербской православной церкви и в Народной библиотеке «Кирилл и Мефодий» в Софии.
С 1953 года монастырь начал восстанавливаться и был обновлен как женский монастырь. К 1987 году была произведена полная реконструкция церкви, к 1994 году привели в порядок келейные корпуса. В 1999 году в келейном корпусе епископ Сремский Василий (Вадич) освятил домовый храм во имя преподобного Серафима Саровского. К Пасхе 2001 года на колокольню были подняты 4 колокола, отлитые по заказу в Воронеже. 24 июля 2002 года в монастыре торжественно встретили копию чудотворной иконы Божией Матери «Троеручица», написанную в Хиландаре.

## Посещение
В монастыре открыты музей архимандрита Илариона (Рувараца) и экспозиция сохранившихся предметов из ризниц Фрушкогорских монастырей.